# Grande Prêmio Brasil de Atletismo 2018
Il Grande Prêmio Brasil de Atletismo 2018 è stato la 33ª edizione dell'annuale meeting di atletica leggera; le competizioni hanno avuto luogo al National Athletics Development Centre’s Stadium di Bragança Paulista, l'8 luglio 2018. Il meeting è stato la settima tappa del circuito IAAF World Challenge 2018.

## Risultati[1]

### Uomini
| Specialità          |                                | Prestazione | 2º classificato           | Prestazione | 3º classificato       | Prestazione |
| 100 m               | Paulo André Camilo De Oliveira | 10"14       | Cejhae Greene             | 10"16       | Jorge Vides           | 10"22       |
| 400 m               | Bralon Taplin                  | 44"67       | Deon Lendore              | 45"54       | Hugo De Sousa         | 45"74       |
| 3000 m siepi        | Nicholas Kiptonui Bett         | 8'27"08     | Barnabas Kipyego          | 8'30"43     | Altobeli Da Silva     | 8'32"46     |
| 400 m ostacoli      | Marcio Teles                   | 49"22       | Daid Kendziera            | 49"31       | Mikael De Jesus       | 50"20       |
| Salto con l'asta    | Cole Walsh                     | 5.60 m      | Augusto Dutra de Oliveira | 5.50 m      | Thiago Braz           | 5.40 m      |
| Salto triplo        | Chris Carter                   | 17.02 m     | Cristian Napoles          | 16.99 m     | Mateus de Sá          | 16.58 m     |
| Getto del peso      | Curtis Jensen                  | 21.63 m     | Darlan Romani             | 21.48 m     | Chukwuebuka Enekwechi | 20.43 m     |
| Lancio del disco    | Apostolos Parellīs             | 62.94 m     | Traves Smikle             | 59.98 m     | Douglas Dos Reis      | 59.41 m     |
| Lancio del martello | Dilshod Nazarov                | 75.18 m     | Serghei Marghiev          | 74.51 m     | Pavel Bareisha        | 73.28 m     |

### Donne
| Specialità       |                       | Prestazione | 2º classificato     | Prestazione | 3º classificato     | Prestazione |
| 100 m            | Vitoria Cristina Rosa | 11"14       | Barbara Pierre      | 11"18       | Rosângela Santos    | 11"23       |
| 3000 m siepi     | Birtukan Adamu        | 9'59"97     | Tatiane Da Silva    | 10'11"27    | Simone Ponte Ferraz | 10'27"54    |
| 100 m ostacoli   | Ebony Morrison        | 13"41       | Lais Rodrigues      | 13"44       | Vitoria Alves       | 13"46       |
| Salto in alto    | Levern Spencer        | 1.92 m      | Elisabeth Patterson | 1.90 m      | Valdileia Martins   | 1.81 m      |
| Salto triplo     | Liadagmis Pomea       | 14.30 m     | Ana José Tima       | 14.12 m     | Keila Costa         | 13.90 m     |
| Getto del peso   | Yaniuvis Lopez        | 18.58 m     | Danniel Thomas-Dodd | 18.15 m     | Monique Riddick     | 18.09 m     |
| Lancio del disco | Andressa De Morais    | 65.10 m     | Fernanda Martins    | 62.15 m     | Izabela Da Silva    | 58.85 m     |